# Чемпионат СССР по вольной борьбе 1977
33-й чемпионат СССР по вольной борьбе проходил в Красноярске с 21 по 24 июля 1977 года. В соревнованиях участвовало 227 борцов.

## Медалисты
| Весовая категория   | Золото                                             | Серебро                                          | Бронза                                         |
| ------------------- | -------------------------------------------------- | ------------------------------------------------ | ---------------------------------------------- |
| Наилегчайший вес    | Сергей Корнилаев «Труд» (Москва)                   | Фёдор Феоктистов «Динамо» (Красноярск)           | Анатолий Харитонюк «Спартак» (Киев)            |
| Легчайший вес       | Анатолий Белоглазов Вооружённые Силы (Калининград) | Арсен Алахвердиев «Динамо» (Махачкала)           | Роман Дмитриев Вооружённые Силы (Москва)       |
| Полулёгкий вес      | Шамиль Гереев «Урожай» (Махачкала)                 | Сергей Белоглазов Вооружённые Силы (Калининград) | Гамид Магомедов «Урожай» (Махачкала)           |
| Лёгкий вес          | Тасолтан Хатагов Вооружённые Силы (Орджоникидзе)   | Сергей Ефимов «Труд» (Чебоксары)                 | Борис Базаев Вооружённые Силы (Москва)         |
| 1-й полусредний вес | Майрбек Юсупов «Буревестник» (Махачкала)           | Николай Петренко «Авангард» (Киев)               | Сираждин Эльдаров «Спартак» (Махачкала)        |
| 2-й полусредний вес | Руслан Ашуралиев Вооружённые Силы (Махачкала)      | Павел Пинигин Вооружённые Силы (Киев)            | Мусан Абдул-Муслимов «Спартак» (Караганда)     |
| 1-й средний вес     | Магомедхан Арацилов «Урожай» (Махачкала)           | Олег Алексеев Вооружённые Силы (Улан-Удэ)        | Салимхан Джамалдинов «Буревестник» (Махачкала) |
| 2-й средний вес     | Анатолий Прокопчук «Спартак» (Москва)              | Хасан Орцуев «Динамо» (Грозный)                  | Владимир Маршания «Гантиади» (Сухуми)          |
| Полутяжёлый вес     | Асланбек Бисултанов Вооружённые Силы (Грозный)     | Леван Тедиашвили «Локомотив» (Тбилиси)           | Эльбрус Икаев «Спартак» (Орджоникидзе)         |
| Тяжёлый вес         | Сослан Андиев «Динамо» (Орджоникидзе)              | Нодар Модебадзе Вооружённые Силы (Тбилиси)       | Борис Бигаев Вооружённые Силы (Киев)           |